# Jiří Jeslínek
Jiří Jeslínek (Praga, 30 settembre 1987) è un calciatore ceco, attaccante del Klicany.

## Carriera

### Club

#### Sparta Praga e i prestiti
Nella stagione 2005-2006 esordisce nello Sparta Praga, una tra le squadre più forti non solo di Praga, ma dell'intero paese. Gioca solo tre partita senza realizzare alcuna rete. Nella stagione 2006-07 viene ceduto in prestito al Dynamo České Budějovice, squadra nella quale viene impiegato con più frequenza: gioca 8 partite ma non riesce a segnare. Nel 2007 trascorre altri mesi in prestito prima al SIAD Most e poi al Kladno dove riesce a sbloccarsi concludendo l'avventura nel Kladno con 5 reti in 15 partite. Nel 2008 ritorna nella squadra granata, dove continua a giocare poche partite tra la prima squadra e la formazione riserve: 7 presenze e una rete, prima di tornare nuovamente in prestito al Bohemians Praga. Con i biancoverdi disputa 10 partite realizzando una rete. Torna allo Sparta Praga che lo continua ad utilizzare più nella seconda squadra (6 presenze e un gol) che nella seconda (solo 2 partite).

##### L'esplosione con il Bohemians Praga
Lo Sparta Praga opta nuovamente per un prestito: è il quinto in pochi anni. Jeslínek si ritrova a giocare in Gambrinus Liga nella stagione 2009-2010 con la maglia del Bohemians Praga: con il Bohemians, squadra nella quale era già stato pochi mesi prima, gioca la seconda parte del campionato da titolare risollevando la squadra dalla zona retrocessione e portandola alla salvezza grazie a 7 reti in 17 partite. Miglior marcatore della squadra, quinto nella classifica marcatori. Un terzo delle reti del Bohemians sono siglate da Jeslínek.
La stagione successiva torna tra le file dello Sparta Praga, che malgrado le prestazioni offerte con il Bohemians, lo utilizza ancora come riserva.

#### Kryvbas
A gennaio viene ceduto definitivamente al Kryvbas, formazione ucraina nella quale esordisce il 5 marzo 2011 in Kryvbas 2-2 Obolon', dove entra nei minuti di recupero. Dopo 11 partite di Prem"jer-liha senza andare in gol, realizza la sua prima rete in campionato il 6 maggio contro il Metalurh Zaporižžja; Jeslínek realizzerà una doppietta portando il punteggio sul 2-0.

## Palmarès

### Club

#### Competizioni nazionali
- Pohár ČMFS: 1

Sparta Praga: 2005-2006
- Campionato ceco: 1

Sparta Praga: 2009-2010
- Český Superpohár: 1

Sparta Praga: 2010